# Aglauropsis vannuccii
Aglauropsis vannuccii es una especie de hidrozoo de la familia Olindiidae. Se distribuye en el océano Índico.